# Himantoglossum
Himantoglossum is een geslacht van een achttal soorten terrestrische orchideeën, waarvan één, de bokkenorchis, in België en Nederland voorkomt.

## Naamgeving enetymologie
De botanische naam Himantoglossum is afgeleid van het Oudgriekse ἱμάς (himas) = riem, Oudgrieks γλώσσα (glōssa) = tong en slaat op de lange, tongvormige lip van onder meer de bokkenorchis.

## Kenmerken
Himantoglossum is een geslacht van terrestrische, overblijvende planten (geofyten), die overwinteren met twee ondergrondse, langwerpig-eivormige wortelknollen.
De bloemstengel heeft onderaan een bladrozet, en hogerop meerdere stengelomvattende bladeren die al tijdens de bloei beginnen te verwelken.

## Habitat
Himantoglossum-soorten zijn typisch voor kalkrijke bodems, zoals kalkgraslanden en kalkrijke duinen.

## Voorkomen
Himantoglossum heeft zijn verspreidingsgebied over zuidelijk Europa. Enkel de bokkenorchis komt noordelijker en tot in Nederland voor.

## Taxonomie
Barlia werd steeds als nauw verwant aan Himantoglossum beschouwd. DNA-analyse van heeft echter uitgemaakt dat beide geslachten samen een monofyletische groep vormen.
Sinds april 2019 worden, volgens de World Checklist of Selected Plant Families, onderstaande soorten erkend.
De soorten zijn voornamelijk voorkomend in het Middellandse Zeegebied en op de Canarische Eilanden. In België en Nederland komt enkel de bokkenorchis voor.
- Himantoglossum adriaticum
- Himantoglossum ×agiansense
- Himantoglossum calcaratum
  - Himantoglossum calcaratum subsp. calcaratum
  - Himantoglossum calcaratum subsp. jankae
- Himantoglossum caprinum
  - Himantoglossum caprinum subsp. caprinum
  - Himantoglossum caprinum var. robustissimum
  - Himantoglossum caprinum subsp. rumelicum
  - [Himantoglossum caprinum nothosubsp. samariense
- Himantoglossum comperianum
- Himantoglossum formosum
- Himantoglossum galilaeum
- Himantoglossum hircinum (bokkenorchis)
  - Himantoglossum hircinum var. hircinum
  - Himantoglossum hircinum var. pseudocaprinum
- Himantoglossum metlesicsianum (synoniem: Barlia metlesicsianum)
- Himantoglossum montis-tauri
- Himantoglossum robertianum (synoniem: Barlia robertiana) (hyacintorchis)

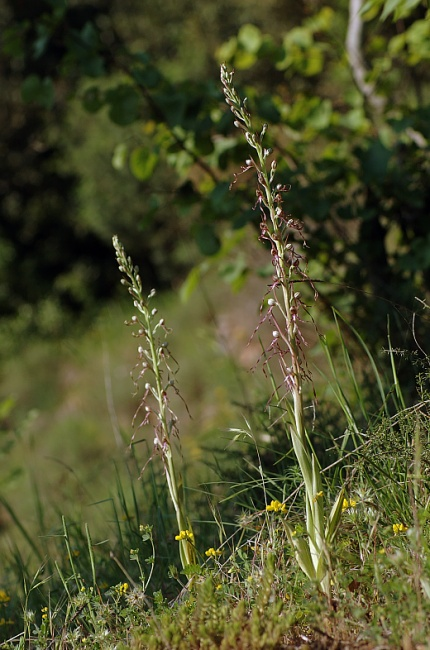
Himantoglossum adriaticum
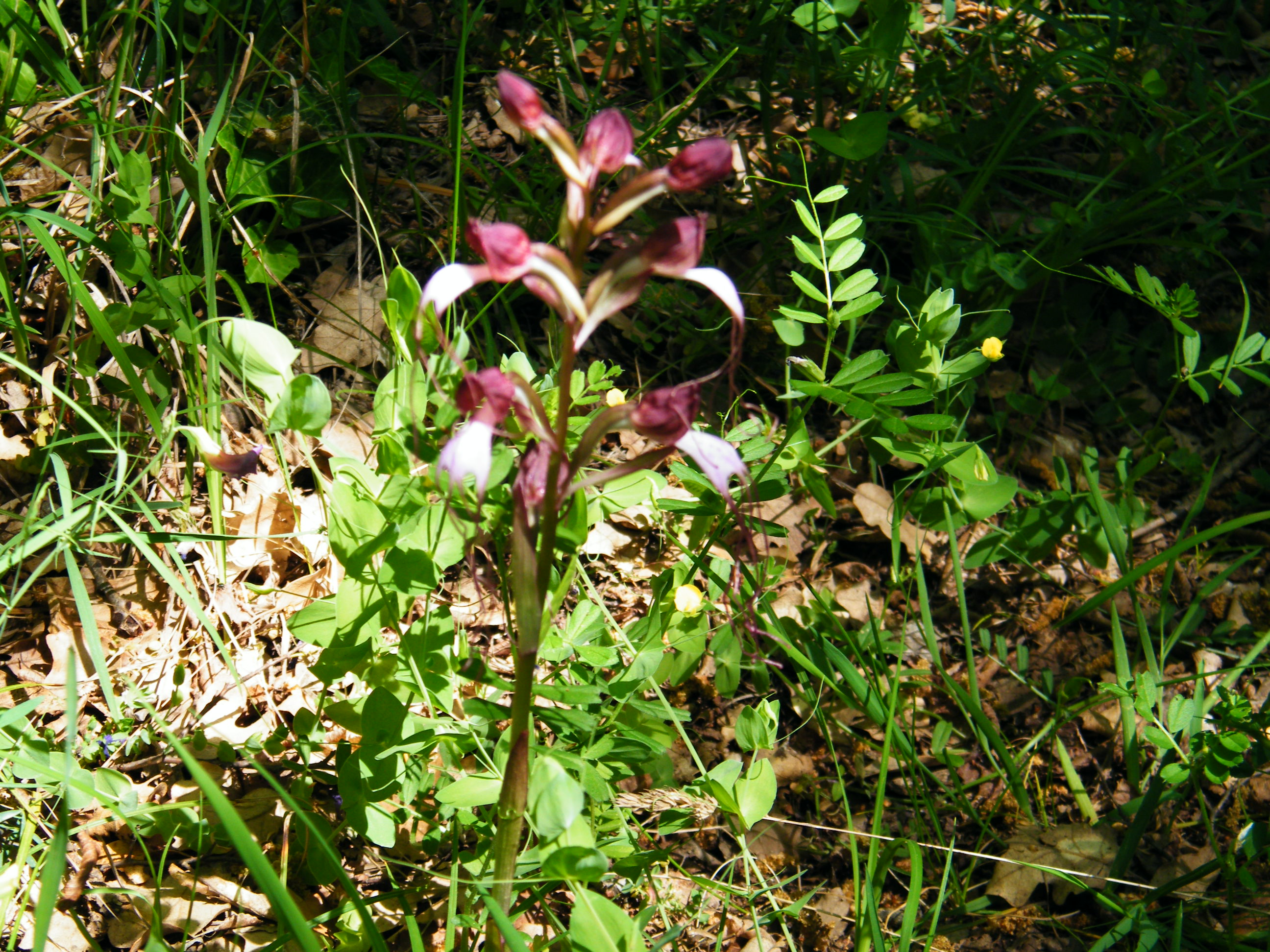
Himantoglossum comperianum
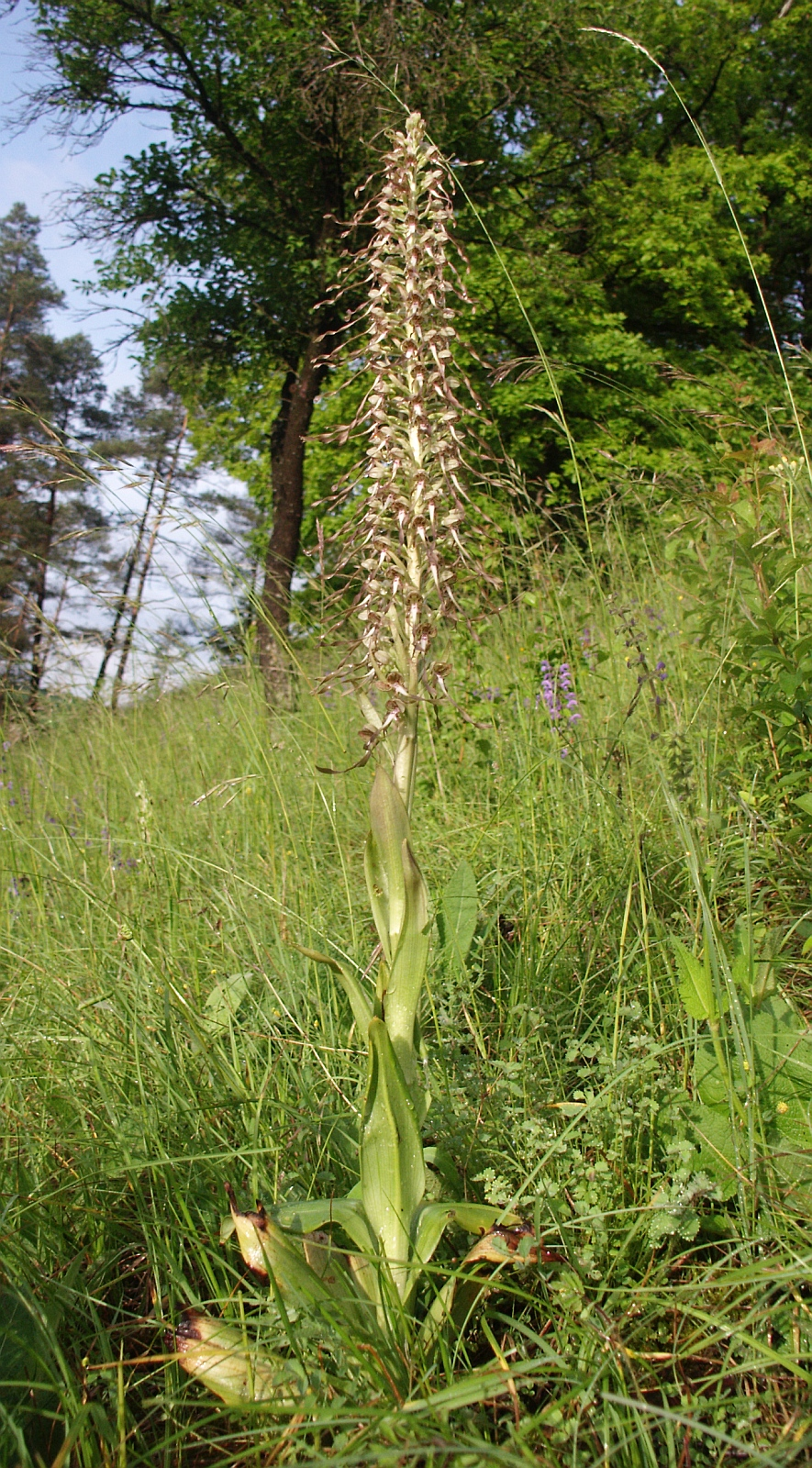
Bokkenorchis (Himantoglossum hircinum)
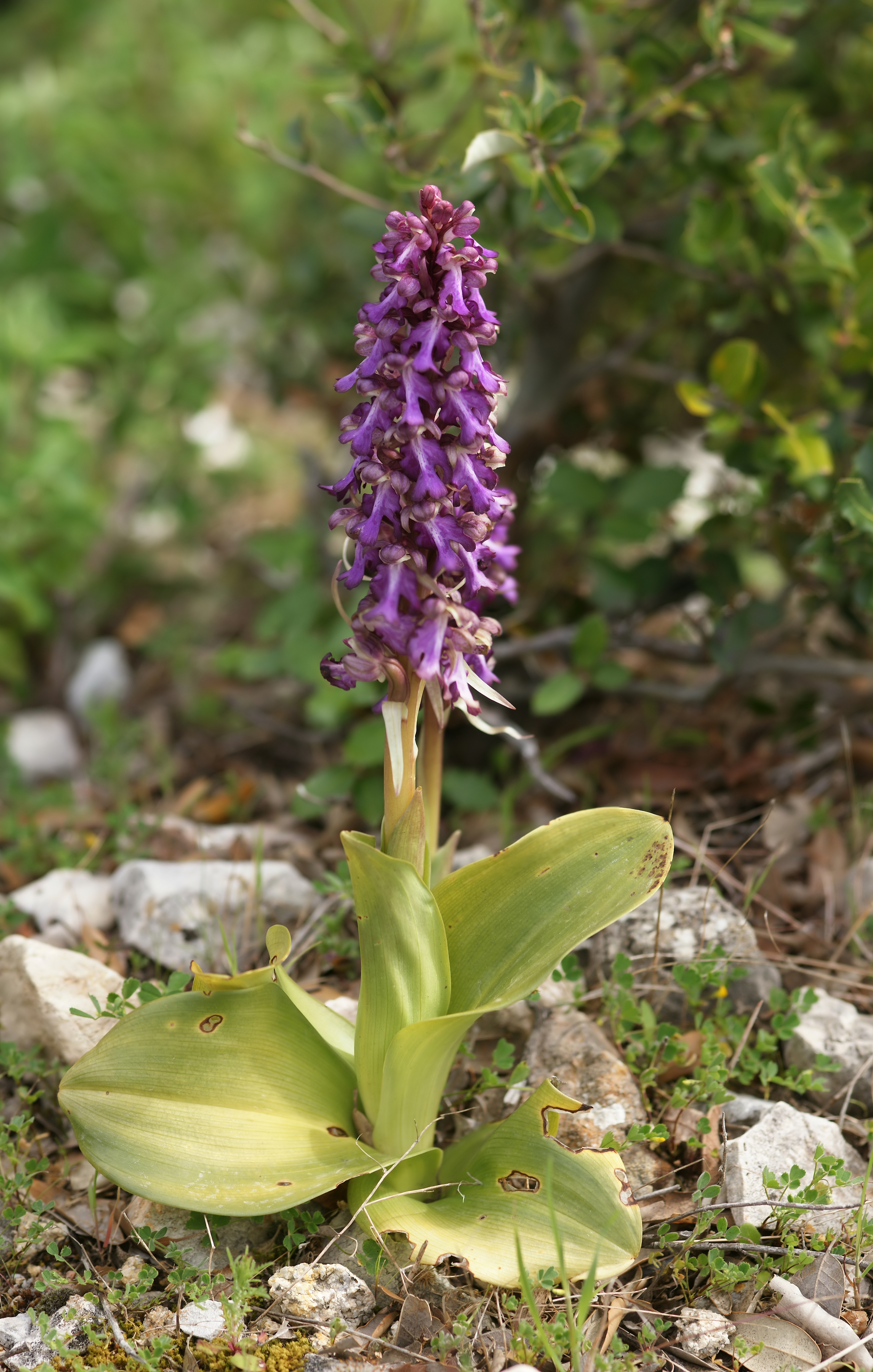
Hyacintorchis (Himantoglossum robertianum)

H. adriaticum · 
H. affine · 
H. caprinum · 
H. comperianum · 
H. formosum · 
H. hircinum (Bokkenorchis) · 
H.  metlesicsianum · 
H. montis-tauri · 
H. robertianum (Hyacintorchis)